# Shunsuke Kikuchi
Shunsuke Kikuchi (菊池俊輔 Kikuchi Shunsuke?) (Hirosaki, 1 de noviembre de 1931 - Tokio, 24 de abril de 2021), fue un prolífico compositor japonés de bandas sonoras de anime y cine japonés.
Fue uno de los mejores y más notables compositores dentro del ámbito de las bandas sonoras de anime japonesas de las décadas de los años 1970 y 1980, siendo autor de las célebres bandas sonoras de El Gladiador, Dragon Ball, Dragon Ball Z, partes de Mazinger Z (mayoritariamente compuestas por Michiaki Watanabe) y también partes de Great Mazinger, y en su totalidad de UFO Robo Grendizer.

## Biografía
Desde la década de los años 60, ha sido un compositor muy solicitado por parte de la industria del cine y la TV de su país, trabajando principalmente en series de anime y tokusatsu, tanto en las dirigidas al público infantil (kodomo), como al género de acción/violencia, jidaigeki y dorama (drama).  
Sus trabajos más representativos han estado relacionados comúnmente con las producciones de Toei. 

## Discografía

### Bandas sonoras de anime
| Título del anime                                                                                | Año de salida |
| ----------------------------------------------------------------------------------------------- | ------------- |
| Uchuu Patrol Hopper                                                                             | 1965          |
| Ōgon Bat                                                                                        | 1967          |
| Dokachin                                                                                        | 1968          |
| Tiger Mask                                                                                      | 1969          |
| Shin Obake no Q-Taro (Fusako Amachi series)                                                     | 1971          |
| Shinzō Ningen Casshan                                                                           | 1973          |
| Babel II                                                                                        | 1973          |
| Doraemon                                                                                        | 1973          |
| Miracle Shoujo Limit-chan                                                                       | 1973          |
| El Lanzador Estrella                                                                            | 1973          |
| Getter Robo                                                                                     | 1974          |
| Hurricane Polymar                                                                               | 1974          |
| Tentou Mushi no Uta                                                                             | 1974          |
| Urikupen Kyujotai                                                                               | 1974          |
| La Seine no Hoshi                                                                               | 1975          |
| Getter Robo G                                                                                   | 1975          |
| Great Mazinger tai Getter Robo (colaboración junto Michiyaki Watanabe)                          | 1975          |
| Great Mazinger tai Getter Robo G (colaboración junto Michiyaki Watanabe)                        | 1975          |
| The Arabian Nights: Adventures of Sinbad                                                        | 1975          |
| La Seine no Hoshi                                                                               | 1975          |
| UFO Robo Grendizer                                                                              | 1975          |
| UFO Robo Grendizer vs. Great Mazinger (OVA, extraído de la banda sonora de la serie Grendizer ) | 1976          |
| El Gladiador                                                                                    | 1976          |
| Paul's Miracle Strategy Plan                                                                    | 1976          |
| Hyoga Senshi Gaislugger                                                                         | 1977          |
| Brave Leader Daimos                                                                             | 1978          |
| El Galáctico                                                                                    | 1978          |
| Sekai Meisaku Douwa Oyayubi Hime                                                                | 1978          |
| Koguma no Misha                                                                                 | 1979          |
| King Arthur: Prince on White Horse (Opening & Ending)                                           | 1980          |
| Dr. Slump                                                                                       | 1981          |
| Arcadia of My Youth: Endless Orbit SSX                                                          | 1982          |
| Dr. Slump (Película)                                                                            | 1982          |
| La vuelta al mundo de Willy Fog                                                                 | 1983          |
| Highschool! Kimen-gumi                                                                          | 1985          |
| Obake no Q-Taro (Segunda temporada)                                                             | 1985          |
| Dragon Ball                                                                                     | 1986          |
| Tsuideni Tonchinkan                                                                             | 1987          |
| Ultra B                                                                                         | 1987          |
| Kiteretsu Daihyakka                                                                             | 1988          |
| Sakigake!! Otoko Juku                                                                           | 1988          |
| Shin Bikkuriman                                                                                 | 1989          |
| Dragon Ball Z                                                                                   | 1989          |
| Oyayubi Hime                                                                                    | 1992          |
| Tenchi Muyō! en Tokio                                                                           | 1997          |

### Bandas sonoras de series
| Título de la serie                                 | Año de salida |
| -------------------------------------------------- | ------------- |
| Kamen Rider (toda la saga excepto New Kamen Rider) | 1971          |
| Ronin of the Wilderness                            | 1972          |
| Jumborg Ace                                        | 1973          |
| Robotto Keiji                                      | 1973          |
| Yojimbo of the Wilderness                          | 1973          |
| Kure Kure Takora                                   | 1973          |
| Tōyama no Kin-san (con Ryōtarō Sugi)               | 1975          |
| Abarenbo Shogun                                    | 1978          |
| Chōshichirō Edo Nikki                              | 1983          |

### Bandas sonoras de películas
| Título de la serie            | Año de salida |
| ----------------------------- | ------------- |
| Kyuketsuki Gokemidoro         | 1968          |
| Gamera vs. Guiron             | 1969          |
| Gamera vs. Jiger              | 1970          |
| Gamera vs. Zigra              | 1971          |
| Onna Hissatsu Ken             | 1974          |
| Uchū Kaijū Gamera             | 1980          |
| Películas de Dragon Ball 1-17 | 1986          |
| Denjin Zaborgar               | 2011          |

## Detalles
- Las composiciones de Kikuchi tienen de forma característica los 16 ritmos del blues y una base pentatónica.
- En sus composiciones en Kamen Rider y Abarenbo Shogun se destaca su trabajo con un tempo alto, el cual es la base de la mayoría de sus trabajos. Es el caso de los temas 12/8 de Doraemon y la música lenta y duradera del fondo de las series para las que ha compuesto y que se han convertido en algunos de sus trabajos más conocidos.